# Andropogon curvifolius
Andropogon curvifolius är en gräsart som beskrevs av Clayton. Andropogon curvifolius ingår i släktet Andropogon och familjen gräs. Inga underarter finns listade i Catalogue of Life.